# 久本寺 (大阪市)
久本寺（くほんじ）は、大阪府大阪市中央区谷町にある本門法華宗の寺院。本尊は十界曼荼羅。

## 歴史
久本寺の開基は讃岐国の戦国武将である但馬守久本重時であり、重時が出家得度して妙住院日理と称し、平野郷の塩屋新兵衛の外護を受けて、1562年（永禄5年）に創建。
1629年（寛永6年）に元祖天王寺屋秀綱が中心となり本堂を創建。1648年（慶安元年）に初代天王寺屋五兵衛光重が願主となり客殿を、さらに1650年（慶安3年）に天王寺屋作兵衛が大施主となり庫裏を建立し、その後は山門、番神堂、鐘楼、土蔵等の伽藍が整備された。
また境内の除厄守護の諸神を祀る堂である番神堂は大阪市の有形文化財に指定されている。

## 交通
- Osaka Metro谷町線「谷町九丁目駅」より徒歩で約5分。